# 文部科学省
文部科学省（もんぶかがくしょう、英: Ministry of Education, Culture, Sports, Science and Technology、略称: MEXT）は、日本の行政機関のひとつ。教育、学術、スポーツ、文化および科学技術の振興、宗教事務等を所管する。日本語略称・通称は、文科省（もんかしょう）。
中央合同庁舎第7号館東館に所在している。2004年（平成16年）1月から2008年（平成20年）1月までの期間、新庁舎への建替え・移転のため丸の内の旧三菱重工ビルを「文部科学省ビル」と改称して仮庁舎としていた。
2008年の新庁舎建て替えに伴い、制定された羅針盤をモチーフにしたシンボルマークは勝井三雄のデザインである。

## 概説

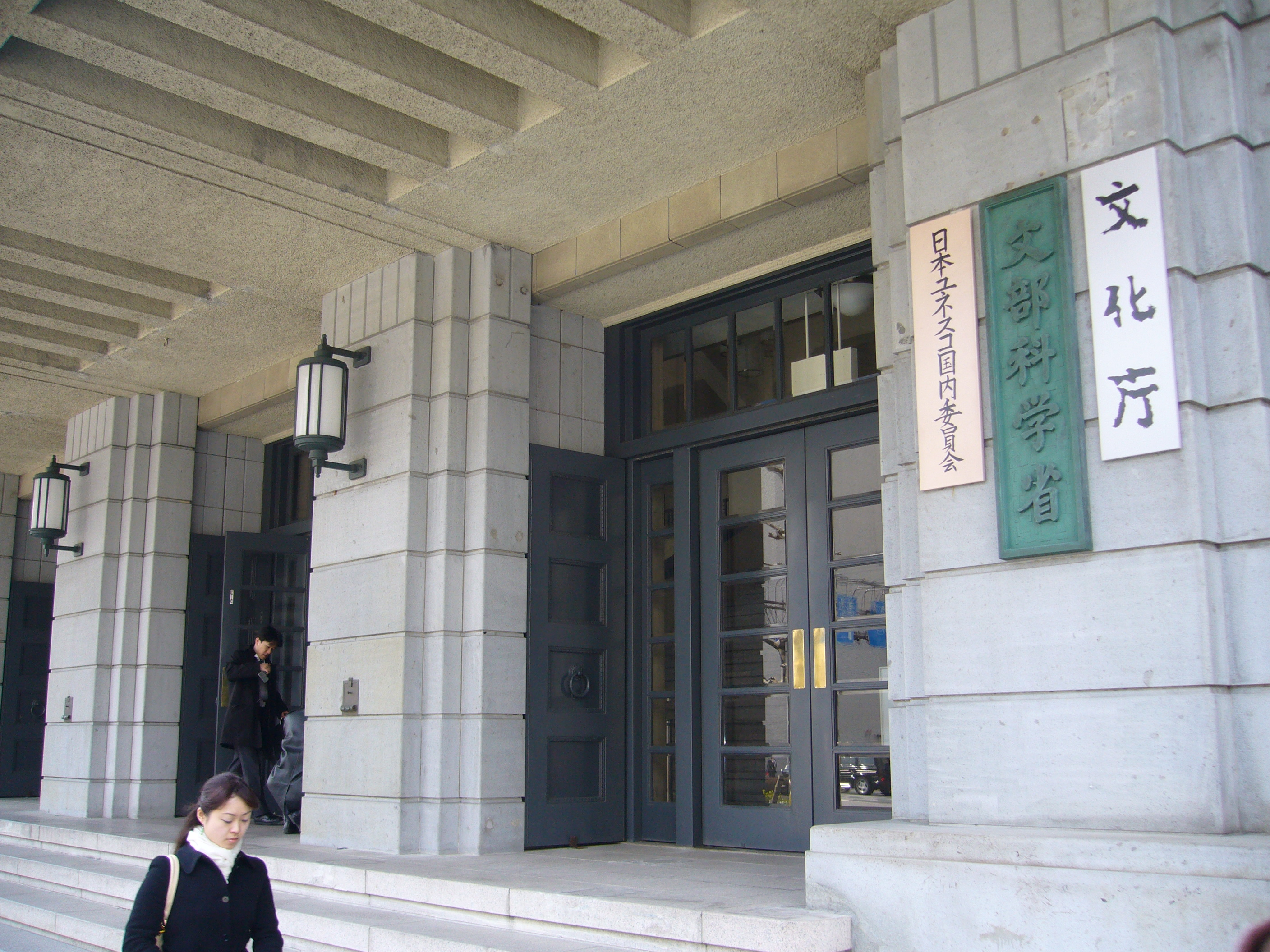
文部科学省への入口

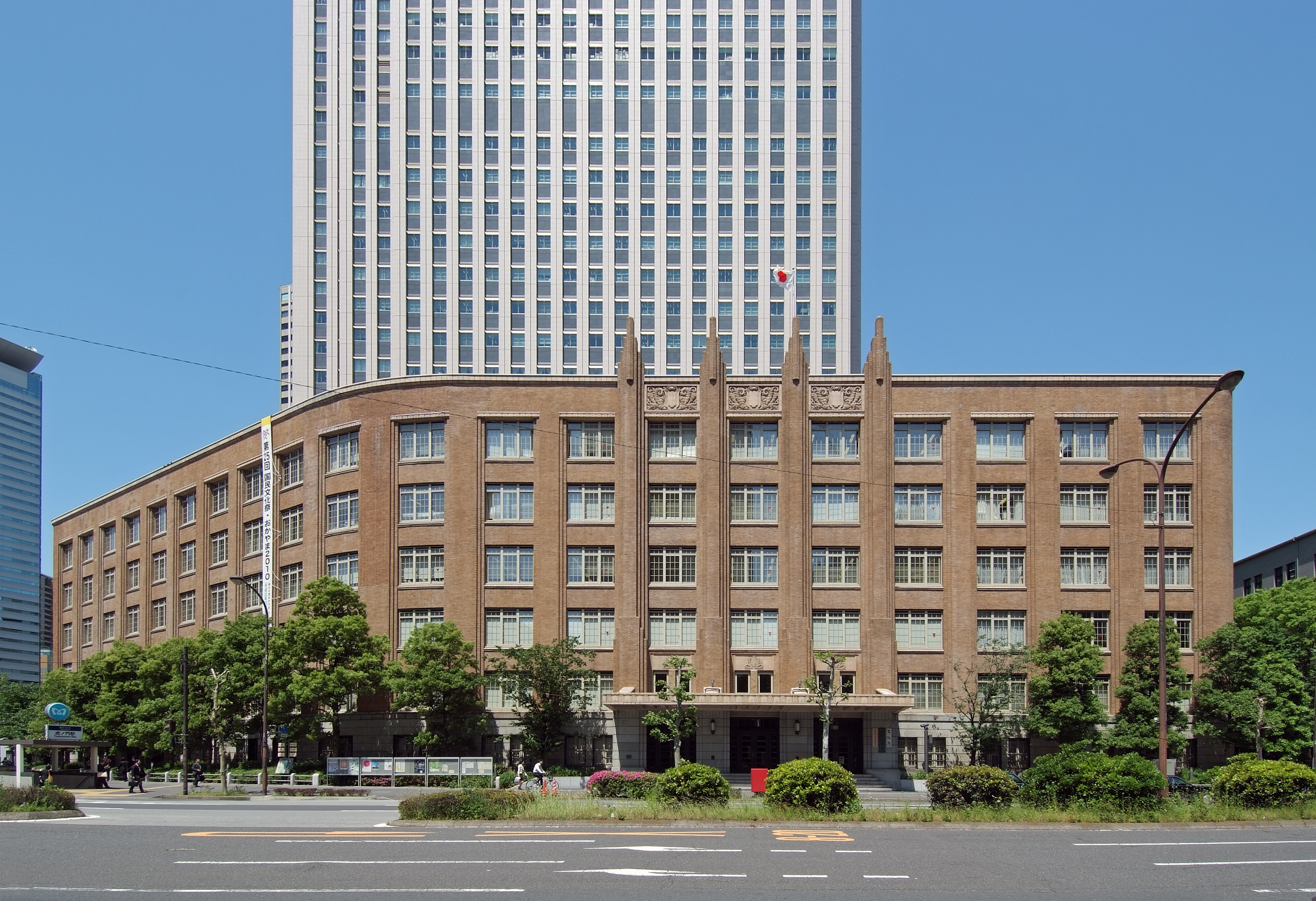
旧文部省庁舎（手前のレンガ色の建物）
現在も改装され文化庁庁舎として使用されている。

上記の文部科学省設置法第3条に示された任務を達成するため、文部科学省は、教育、科学技術、学術、文化、および健常者スポーツ（障害者スポーツは厚生労働省の所管）の振興に関する事項をつかさどる。
2001年（平成13年）1月6日、中央省庁再編に伴い、学術・教育・学校等に関する行政機関だった旧文部省と、科学技術行政を総合的に推進する行政機関で旧総理府の外局だった旧科学技術庁とが統合されて誕生した（歴代の文部大臣、歴代の科学技術庁長官を参照）。
科学技術庁は、長官に国務大臣が充てられる大臣庁であり、府省庁の垣根を超えた横断的な行政機関として機能し、他府省庁からの出向者も多かった。また、他府省庁の各専門機関の予算調整等の役割を担うこともあった。文部科学省はそうした性格であった大臣庁と省が統合された異例の再編であった。
旧科学技術庁の調整機能は内閣府に移管されたが、原子力行政に代表されるように、特定の行政機能がこの統合・再編で各府省庁にいびつに分散、または文部科学省に集中した。分散の代表が原子力行政であるとすれば、集中の代表は独立行政法人の研究機関であると言える。

## 沿革
- 1871年9月2日（明治4年7月18日）- 文部省設置
- 1950年（昭和25年）8月29日 - 文部省の外局として、文化財保護委員会設置
- 1956年（昭和31年）5月19日 - 科学技術庁設置
- 1968年（昭和43年）6月15日 - 文化財保護委員会を廃止して、文部省の外局として文化庁を設置
- 2001年（平成13年）1月6日 - 中央省庁再編により文部省と科学技術庁を廃止した後、これらを統合した文部科学省を設置
- 2012年（平成24年）9月19日 - 原子力規制委員会の設置により、原子力安全に係る事務が原子力規制委員会に移管
- 2015年（平成27年）2月6日 - 文部科学大臣補佐官が置かれ、初代補佐官として鈴木寛が任命[11]
- 2015年（平成27年）10月1日 - 文部科学省の外局としてスポーツ庁設置
- 2018年（平成30年）10月1日 - 文化庁の組織改正により、長官官房及び部が廃止され、次長2名、文化財鑑査官1名が各課（9課）の事務を分担
- 2018年（平成30年）10月16日 - 生涯学習政策局を総合教育政策局に改組、文教施設企画部を文教施設企画・防災部に改組等の組織改正実施
- 2021年（令和3年）10月1日 - 初等中等教育局及び科学技術系部局再編
- 2024年（令和6年）4月1日 - 火山調査研究推進本部設置

## 所掌事務
文部科学省設置法第4条は計97号に及ぶ所掌事務をつかさどると規定している。具体的には以下に関することなどがある。
- 教育改革（第1号）
- 生涯学習（第2号）
- 地方教育行政の企画・指導（第3号）
- 地方教育費（第4号）
- 地方公務員である教育関係職員の人事行政（第5～6号）
- 初等中等教育（第7～9号）
- 教科用図書検定（第10号）
- 教科用図書の発行及び無償措置（第11号）
- 学校保健・学校安全・学校給食及び災害共済給付（第12号）
- 教員養成（第13号）
- 海外子女教育および帰国・外国人児童生徒教育（第14号）
- 大学及び高等専門学校（第15～18号）
- 大学入試・学位授与（第19号）
- 奨学・厚生補導（第20号）
- 外国人留学生（第21～22号）
- 専修学校及び各種学校（第23～24号）
- 国立大学（第25号）
- 国立高等専門学校（第26号）
- 宇宙航空研究開発機構（第27号）
- 私立学校（第28～30号）
- 私立学校教職員の共済制度（第31号）
- 社会教育（第32～33号）
- 青少年の団体宿泊施設・訓練（第34号）
- 通信教育及び視聴覚教育（第35号）
- 日本語教育（第36号）
- 家庭教育（第37号）
- 文教施設（第38・39号）
- 学校施設及び教育用品（第40・41号）
- 青少年健全育成（第42号）
- 体力の保持及び増進（第43号）
- 科学技術政策（第44号）
- 研究開発の計画（第45号）
- 学術振興（第48号）
- 研究者養成（第49号）
- 技術者養成（第50号）
- 技術士（第51号）
- 研究開発の環境整備（第52～54号）
- 研究開発の成果の普及・活用（第55号）
- 発明・実用新案（第56号）
- 科学技術知識の普及（第57号）
- 研究開発が経済社会に及ぼす影響の評価（第58号）
- 基礎研究（第59号）
- 理化学研究所（第62号）
- 放射線利用（第63号）
- 宇宙の開発及び利用（第64・65号）
- 原子力に関する科学技術・研究開発（第64・68・69号）
- 資源の総合的利用（第67号）
- 原子力損害の賠償（第70号）
- スポーツ振興（第76～80号）
- 文化振興（第81・82号）
- 劇場・音楽堂・美術館等（第83号）
- 展示会・講習会（第84号）
- 国語の改善・普及（第85号）
- 著作権の保護・利用（第86号）
- 文化財の保存・利用（第87号）
- アイヌ文化（第88号）
- 宗教法人（第89号）
- 国際文化交流（第90号）
- ユネスコ活動（第91号）
- 文化功労者（第92号）
- 教育関係者に対する管轄分野の指導助言（第93・94号）

## 組織
文部科学省の内部組織は一般的に、法律の文部科学省設置法、政令の文部科学省組織令および省令の文部科学省組織規則が重層的に規定している。

### 幹部
- 文部科学大臣（法律第2条第2項）
- 文部科学副大臣（国家行政組織法第16条）（2名）
- 文部科学大臣政務官（国家行政組織法第17条）（2名）
- 文部科学大臣補佐官（国家行政組織法第17条の2） （1名、必置ではない）
- 文部科学事務次官（国家行政組織法第18条）
- 文部科学審議官（法律第5条）（2名）
- 文部科学大臣秘書官

### 内部部局
- 大臣官房（政令第2条第1項）
  - 人事課（政令第16条第1項）
  - 総務課
  - 会計課
  - 政策課
  - 国際課
  - 文教施設企画・防災部（政令第2条第2項）
    - 施設企画課（政令第16条第2項）
    - 施設助成課
    - 計画課
    - 参事官（施設防災担当）
- 総合教育政策局
  - 政策課（政令第25条）
  - 教育人材政策課
  - 国際教育課
  - 生涯学習推進課
  - 地域学習推進課
  - 男女共同参画共生社会学習・安全課
  - 日本語教育課
  - 参事官（調査企画担当）
- 初等中等教育局
  - 初等中等教育企画課（政令第33条）
  - 財務課
  - 教育課程課
  - 児童生徒課
  - 幼児教育課
  - 特別支援教育課
  - 学校情報基盤・教材課
  - 教科書課
  - 健康教育・食育課
  - 参事官（高等学校担当）
- 高等教育局
  - 高等教育企画課
  - 大学振興課
  - 専門教育課
  - 医学教育課
  - 学生支援課
  - 国立大学法人支援課
  - 参事官（国際担当）
  - 私学部（政令第2条第2項）
    - 私学行政課（政令第44条第2項）
    - 私学助成課
    - 参事官
- 科学技術・学術政策局
  - 政策課（政令第54条）
  - 研究開発戦略課
  - 国際研究開発政策課
  - 人材政策課
  - 産業連携・地域支援課
  - 参事官（研究環境担当）
- 研究振興局
  - 振興企画課（政令第61条）
  - 基礎·基盤研究課
  - 大学研究基盤整備課
  - 学術研究助成課
  - ライフサイエンス課
  - 参事官 (情報担当)
  - 参事官（ナノテクノロジー・物質・材料担当）
- 研究開発局
  - 開発企画課（政令第70条）
  - 地震火山防災研究課
  - 海洋地球課
  - 環境エネルギー課
  - 宇宙開発利用課
  - 原子力課
  - 参事官(原子力損害賠償担当)
- 国際統括官

### 審議会等
- 科学技術・学術審議会（法律第6条第1項）
- 国立大学法人評価委員会（国立大学法人法、法律第6条第2項）
- 中央教育審議会（政令第75条）
- 教科用図書検定調査審議会
- 大学設置・学校法人審議会
- 国立研究開発法人審議会
- 原子力損害賠償紛争審査会（原子力損害の賠償に関する法律）

### 施設等機関
- 国立教育政策研究所（政令第80条第1項）
- 科学技術・学術政策研究所（政令第80条第2項）

### 特別の機関
- 日本学士院（法律第9条第1項）
- 地震調査研究推進本部（地震防災対策特別措置法、法律第9条第2項）
- 火山調査研究推進本部（活動火山対策特別措置法、法律第9条第2項）
- 日本ユネスコ国内委員会（ユネスコ活動に関する法律、法律第9条第2項）

### 地方支分部局
文部科学省は他省の「○○地方～局」に相当する、全国を分割網羅する地方支分部局を持たない。かつて、地方にある大学や地方教育委員会の施設整備に関する補助金交付事務を行う「○○地方工事事務所」が国立大学の敷地内に存在したが、国立大学の法人化に伴い廃止された。補助金交付事務は本省で行えば足り、教育行政は完全な地方分権であるため必要がないというのが理由である。元科学技術庁の機関であった水戸原子力事務所が唯一の地方支分部局であったが原子力規制委員会設置法（平成24年法律第47号）により平成25年3月31日に廃止された。

### 外局
- スポーツ庁（国家行政組織法、法律第13条）
  - 政策課（政令第85条）
  - 健康スポーツ課
  - 地域スポーツ課
  - 競技スポーツ課
  - 参事官(地域振興担当)
  - 参事官(民間スポーツ担当)
  - 参事官(国際担当)
  - スポーツ審議会（政令第92条第1項）
- 文化庁（国家行政組織法、法律第13条）
  - 政策課（政令第96条）
  - 企画調整課（政令第97条）
  - 文化経済・国際課（政令第98条）
  - 国語課（政令第99条）
  - 著作権課（政令第100条）
  - 文化資源活用課（政令第101条）
  - 文化財第一課（政令第102条）
  - 文化財第二課（政令第103条）
  - 宗務課（政令第104条）
  - 参事官（生活文化創造担当）
  - 参事官（芸術文化担当）
  - 参事官（生活文化連携担当）
  - 参事官（文化拠点担当）
  - 文化審議会（法律第20条第1項）
  - 宗教法人審議会（法律第20条第2項）
  - 日本芸術院（法律第23条）

## 所管法人
- 文部科学省が主管する独立行政法人（2024年4月1日現在、計22法人[12]）
  - 国立特別支援教育総合研究所
  - 大学入試センター
  - 国立青少年教育振興機構
  - 国立女性教育会館
  - 国立科学博物館
  - 物質・材料研究機構
  - 防災科学技術研究所
  - 量子科学技術研究開発機構
  - 国立美術館
  - 国立文化財機構
  - 教職員支援機構
  - 科学技術振興機構
  - 日本学術振興会
  - 理化学研究所
  - 宇宙航空研究開発機構
  - 日本スポーツ振興センター
  - 日本芸術文化振興会
  - 日本学生支援機構
  - 海洋研究開発機構
  - 国立高等専門学校機構
  - 大学改革支援・学位授与機構
  - 日本原子力研究開発機構
- 国立大学法人：全国81法人
- 大学共同利用機関法人（計4法人）
  - 人間文化研究機構
  - 自然科学研究機構
  - 高エネルギー加速器研究機構
  - 情報・システム研究機構
- 主管する特殊法人（2024年4月1日現在、計2法人][13]）
  - 日本私立学校振興・共済事業団
  - 放送大学学園（総務省と共管）

特別の法律により設立される民間法人、特別の法律により設立される法人、認可法人および地方共同法人は所管しない。

## 財政
2024年度（令和5年度）一般会計当初予算における文部科学所管の歳出予算は5兆3384億4021万2千円である。組織別の内訳では文部科学本省が5兆1950億6439万5千円、文部科学本省所轄機関が44億1965万9千円、スポーツ庁が328億5792万1千円、文化庁が1060億9823万7千円となっている。本省予算のうち義務教育費国庫負担金が1兆5627億1200万円国立大学法人運営費が1兆0783億5008万5千円と大きな比重をしめる。本省所轄機関とは国立教育政策研究所、科学技術・学術政策研究所、日本学士院をさす。
文部科学省は、内閣府、経済産業省及び環境省とエネルギー対策特別会計を共管 する。また、国会、裁判所、会計検査院、内閣、内閣府、デジタル庁、復興庁、総務省、法務省、外務省、財務省、文部科学省、厚生労働省、農林水産省、経済産業省、国土交通省、環境省及び防衛省所管 の東日本大震災復興特別会計を共管する。

## 職員
一般職の在職者数は2023年7月1日現在、文部科学省全体で2,108人（男性1,476人、女性632人）。機関別内訳は本省が1,708人（男性1,192人、女性516人）、スポーツ庁107人（男性83人、女性24人）、文化庁293人（男性201人、女性92人）となっている。
行政機関職員定員令に定められた文部科学省の定員は特別職1人を含めて2,2012人。本省および各外局別の定員は省令の文部科学省定員規則により、本省1,801人、スポーツ庁111人、文化庁289人となっている。
2024年度一般会計予算における予算定員は特別職7人、一般職2,180人の計2,187人である。機関別内訳は特別職7人は、すべて本省であり、一般職は本省が1,599人、文部科学本省所轄機関181人、スポーツ庁111人、文化庁289人となっている。他に東日本大震災復興特別会計において本省に20人の予算定員がある。
文部科学省職員は一般職の国家公務員なので、労働基本権のうち、争議権と団体協約締結権は国家公務員法により認められていない。団結権は認められており、職員は労働組合として国公法の規定する「職員団体」を結成し、若しくは結成せず、又はこれに加入し、若しくは加入しないことができる（国公法第108条の2第3項）。2023年3月31日現在、人事院に登録された職員団体は存在しない。2005年度以降、組織率が数パーセントの状況が続き、2011年度にはついに0%となった。かつては国公労連加盟の文部省職員労働組合が活動していたが、2011年3月31日をもって解散した。

## 広報
文部科学省が編集する白書には「文部科学白書」及び「科学技術白書」があり、後者は科学技術基本法の規定により、政府が毎年国会に提出する「政府が科学技術の振興に関して講じた施策に関する報告書」（年次報告書、同法第8条）を収録している。
文部科学省が発行または編集する広報誌としては、本省の『文部科学広報』（月刊）、文化庁の『月刊文化財』、日本学士院の『日本学士院ニュースレター - 明六社だより』（年2回刊）、地震調査研究推進本部の『地震本部ニュース』（月刊）、などがある。『月刊文化財』の発行主体は第一法規株式会社で、文化庁は監修に携わっている。かつては、ぎょうせい発行の『文部科学時報』（月刊）があったが、2012年3月10日号をもって終刊となった。文化庁の『文化庁月報』（月刊）も2014年3月号をもって終刊となり、不定期のウェブ広報誌『ぶんかる』として発刊している。
ウェブサーバー名は「www.mext.go.jp」。他に文化庁は「www.bunka.go.jp」、日本学士院は「www.japan-acad.go.jp」、地震調査研究推進本部は「www.jishin.go.jp」、国立教育政策研究所は「www.nier.go.jp」、科学技術・学術政策研究所は「www.nistep.go.jp」等と一部の機関は独自のドメイン名を持つ。

## 幹部等人事
一般職の幹部は以下の通りである。
- 事務次官：増子宏
- 文部科学審議官（文教）：矢野和彦
- 文部科学審議官（科学技術）：柿田恭良
- 大臣官房長：茂里毅
  - 総括審議官：今泉柔剛
  - サイバーセキュリティ・政策立案総括審議官：藤吉尚之
  - 学習基盤審議官：堀野晶三
  - 大臣官房文教施設企画・防災部長：蝦名喜之
- 総合教育政策局長：塩見みづ枝
  - 社会教育振興総括官：神山弘
- 初等中等教育局長：望月禎
  - 教育課程総括官：吉田光成
- 高等教育局長：合田哲雄
  - 高等教育局私学部長：小林万里子
- 科学技術・学術政策局長：西條正明
  - 科学技術・学術総括官：井上睦子
- 研究振興局長：淵上孝
- 研究開発局長：坂本修一
  - もんじゅ・ふげん廃止措置対策監：二村英介
- 国際統括官： 北山浩士
- スポーツ庁長官：室伏広治
  - スポーツ庁次長：浅野敦行
- 文化庁長官：都倉俊一
  - 文化庁次長：伊藤学司
  - 文化庁次長：日向信和

### 歴代事務次官
| 代                                         | 氏名                                       | 出身                                       | 前職                                       | 在任期間                                               | 最終学歴                               | 退任後の役職 |
| ------------------------------------------ | ------------------------------------------ | ------------------------------------------ | ------------------------------------------ | ------------------------------------------------------ | -------------------------------------- | --- |
| 01                                         | 小野元之                                   | 文部省                                     | 文部省大臣官房長                           | 2001年（平成13年）01月06日- 2003年（平成15年）01月10日 | 京都大学法学部卒                       | 日本学術振興会理事長 学校法人城西大学理事長代理 教育再生会議委員                                                          |
| 02                                         | 御手洗康                                   | 文部省                                     | 文部科学審議官                             | 2003年（平成15年）01月10日- 2005年（平成17年）01月11日 | 東京大学法学部卒                       | 放送大学学園理事長 学校法人共立女子学園理事長                                                                             |
| 03                                         | 結城章夫                                   | 科学技術庁                                 | 文部科学審議官                             | 2005年（平成17年）01月11日- 2007年（平成19年）07月06日 | 東京大学工学部卒                       | 山形大学学長 学校法人富澤学園副理事長                                                                                     |
| 04                                         | 銭谷眞美                                   | 文部省                                     | 初等中等教育局長                           | 2007年（平成19年）07月06日- 2009年（平成21年）07月14日 | 東北大学教育学部卒                     | 東京国立博物館館長 日本博物館協会会長 ベルマーク教育助成財団理事長                                                        |
| 05                                         | 坂田東一                                   | 科学技術庁                                 | 文部科学審議官                             | 2009年（平成21年）07月14日- 2010年（平成22年）07月30日 | 東京大学大学院工学系研究科修士課程修了 | ウクライナ特命全権大使 一般社団法人日本原子力産業協会特任フェロー                                                         |
| 06                                         | 清水潔                                     | 文部省                                     | 文部科学審議官                             | 2010年（平成22年）07月30日- 2012年（平成24年）01月06日 | 東京大学法学部卒                       | 明治大学研究・知財戦略機構特任教授 早稲田大学大学院教職研究科客員教授 京都工芸繊維大学顧問 弁護士（みのり総合法律事務所） |
| 07                                         | 森口泰孝                                   | 科学技術庁                                 | 文部科学審議官                             | 2012年（平成24年）01月06日- 2013年（平成25年）07月08日 | 東大大学院工学系研究科修了             | 東京理科大学特命教授を経て副学長 科学技術広報財団理事長 日本工学教育協会会長                                              |
| 08                                         | 山中伸一                                   | 文部省                                     | 文部科学審議官                             | 2013年（平成25年）07月08日- 2015年（平成27年）08月04日 | 東京大学法学部卒                       | ブルガリア特命全権大使 学校法人角川ドワンゴ学園理事長                                                                     |
| 09                                         | 土屋定之                                   | 科学技術庁                                 | 文部科学審議官                             | 2015年（平成27年）08月04日- 2016年（平成28年）06月17日 | 北海道大学大学院環境科学研究科修了     | ペルー特命全権大使 広島県公立大学法人理事長 広島大学学長参与、北里大学参与 、国立サンマルコス大学名誉博士                 |
| 10                                         | 前川喜平                                   | 文部省                                     | 文部科学審議官                             | 2016年（平成28年）06月17日- 2017年（平成29年）01月20日 | 東京大学法学部卒                       | 日本大学非常勤講師 |
| 11                                         | 戸谷一夫                                   | 科学技術庁                                 | 文部科学審議官                             | 2017年（平成29年）01月20日-                            | 東北大学工学部卒                       | 材料科学技術振興財団理事長 玉川大学教授 半導体エネルギー研究所取締役 高砂熱学工業顧問                                     |
| 藤原誠文部科学省大臣官房長による事務代理。 | 藤原誠文部科学省大臣官房長による事務代理。 | 藤原誠文部科学省大臣官房長による事務代理。 | 藤原誠文部科学省大臣官房長による事務代理。 | 2018年（平成30年）09月21日- 2018年（平成30年）10月16日 | 東京大学法学部卒                       | |
| 12                                         | 藤原誠                                     | 文部省                                     | 大臣官房長                                 | 2018年（平成30年）10月16日-2021年（令和3年）9月21日    | 東京大学法学部卒                       | 東京国立博物館館長 |
| 13                                         | 義本博司                                   | 文部省                                     | 総合教育政策局長                           | 2021年（令和3年）9月21日-2022年（令和4年）9月1日       | 京都大学法学部卒                       | |
| 14                                         | 柳孝                                       | 科学技術庁                                 | 文部科学審議官                             | 2022年（令和4年）9月1日-2023年（令和5年）8月8日        | 立命館大学法学部卒                     | |
| 15                                         | 藤原章夫                                   | 文部省                                     | 初等中等教育局長                           | 2023年（令和5年）8月8日- 2025年（令和7年）7月15日      | 東京大学法学部卒                       | |
| 16                                         | 増子宏                                     | 科学技術庁                                 | 文部科学審議官                             | 2025年（令和7年）7月15日-                              | 早稲田大学大学院理工学研究科修了       | |

## 文部科学省出身の著名人
前身の文部省・科学技術庁出身者を含む。
- 木場貞長 - 元文部次官、元行政裁判所評定官、元図書編纂審査会委員長、貴族院議員、正三位、勲一等、錦鶏間祗候
- 濱尾新 - 東京美術学校初代校長、元文部省専門学務局長、東京帝大第三代・第八代総長
- 菊池大麓 - 元文部次官、東京帝大第五代総長、学習院院長、京都帝大第三代総長、元文部大臣、理研初代所長
- 岡田良平 - 元文部次官、京都帝大第二代総長、元文部大臣
- 澤柳政太郎 - 元文部次官、東北帝大初代総長、京都帝大第五代総長、大正大学初代学長、成城学園創立者
- 上田萬年 - 東京帝大国語研究室初代主任教授、元文部省専門学務局長、臨時仮名遣調査委員会委員
- 南弘 - 元文部次官、元内閣書記官長、元台湾総督、元逓信大臣、元国語審議会会長
- 内藤誉三郎 - 元文部事務次官、元文部大臣 / 放送大学創設に関わった
- 天城勲 - 元文部事務次官 / のちの大学審議会設置に連なった
- 木田宏 - 元文部事務次官、元臨時教育審議会第一部会委員
- 遠山敦子 - 元文化庁長官、元文部科学大臣 / 女性文部官僚の草分け。1962年組では坂本春生（通産省）がいる。
- 高石邦男 - 元文部事務次官
- 寺脇研 - 元文科省大臣官房広報調整官、コメンテーター / ゆとり教育推進者のひとり
- 井上啓次郎 - 元科学技術事務次官、元技術院参技官 / 原子力船むつの基本設計に関わる
- 伊原義徳 - 元科学技術事務次官、元通産技官官僚
- 生田豊朗 - 元科学技術庁原子力局長、原産会議常任理事、元通産官僚
- 尾身幸次 - 元科学技術庁総務課長、元財務大臣。元通産官僚 / 科学技術基本法策定に関わる

## 関連紛争や諸問題

### 教育全般に関わる問題
- 人権教育 - 同和教育
- いじめ（いじめ防止対策推進法）
  - 公立学校等の教職員は自身の出世のために、学校現場でのいじめの実態を隠蔽するきらいがあり、同いじめ防止法の趣旨が歪められているとの指摘がある[20]。

### 研究全般に関わる問題
- 研究開発技術の流出問題
  - 中国の国防7校出身者らを含めた外国籍の大学の副学長は、国立大学に12人・公立大学に3人在籍している（2024年5月時点）。一方、日本在住中国人にも適用される中国の国防動員法や国家情報法による研究技術の流出が懸念されている（産総研の事例やNEDOの事例等も参照）[21]。
関連して、国立大学法人法の下、運営費交付金の配分割合を用いた政策誘導により、外国人や女性の大学教職員比率とともに留学生比率も増加し、2010年代半ば以降から急速に増加。東大の場合、大学院は学部に比べてかなり入学しやすいとされているが、このうち中国人留学生 / 全学部生・全院生の割合をみると、学部では約460人 / 約1万4000人で中国人留学生は約3%。一方、大学院では約3500人 / 約1万5000人と、およそ4 - 5人に1人、約23%が中国人留学生となる（2025年1月時点）[22]。さらに全国の大学院博士課程に属す院生が対象となる、年間最大290万円の奨学金が支給される「次世代研究者挑戦的研究プログラム」（SPRING）を受給している外国人留学生 / 全受給者の割合は約4100人 / 約1万500人、外国人のうち約2900人が中国人留学生となる（2024年度時点）[23]。
- 文部科学省認定の研究不正事案一覧

### 外国との関係
- 歴史教科書問題

### 民間との関係

#### 天下り問題
2017年に発覚した組織的な天下りのあっせん（文部科学省天下り問題）への対策として、2019年4月から国立大学法人へ理事として出向する文科省幹部を半減させる事になった。文科省は運営費交付金を出すなど、大学に対して大きな権限を持つ。加計学園問題で注目された前川喜平は次官として天下りあっせんで処分されており、加計学園理事であった木曽功も元国際統括官である。

#### アートプラットフォーム関係者の抗議、辞任
あいちトリエンナーレ19の「表現の不自由展」に対する補助金不交付問題に絡み、2019年10月1日に文化庁が取り組む「アートプラットフォーム事業」のメンバーから撤回を求める声明文が出され、副座長が辞表を提出した。

### 不祥事や疑惑など
- 1989年 - リクルート事件。高石邦男元文部次官が収賄容疑で逮捕された。
- 2008年 - 文部科学省施設整備汚職事件。企画部長が収賄で逮捕。
- 2017年 - 文部科学省天下り問題。組織的な天下り斡旋事件が発覚し、62件の国家公務員法違反が確認されたとして、2017年3月30日付で歴代事務次官8人のOBを含む幹部37人に停職や減給等の処分を実施している[26]。
- 2018年 - 文部科学省汚職事件。科学技術・学術政策局長、国際統括官が相次いで収賄で逮捕。
- 2019年5月 - 初等中等教育局の男性参事官補佐（44歳）が覚せい剤取締法違反（所持）、大麻取締法違反（所持）容疑で関東信越厚生局麻薬取締部に逮捕される[27]。「霞ヶ関」の薬物事件は、2018年年末の外務省（外務省#関連紛争や諸問題参照）、2019年5月の経済産業省（経済産業省#不祥事など参照）に続く3例目であった。
- 2019年度（令和元年度）の教科書検定について産経新聞及び関連のサイトは下記の主張をしている[28]。
  - 山川出版の中学校用教科書に「従軍慰安婦」が復活。本文で「（外国人が）徴用され、鉱山や工場などで過酷な条件の下での労働を強いられた」と記述し、注記で「戦地に設けられた『慰安施設』には、朝鮮・中国・フィリピンなどから女性が集められた（いわゆる従軍慰安婦）」と補足する。要するに、過酷な条件で労働を強いられ一つに集められた従軍慰安婦が存在したと読める。「従軍慰安婦」は戦後30年の造語であり、そのうち約半数を占めていた日本人が抜けている。「閣議決定等政府の統一的な見解又は最高裁の判例に基づいた記述がされていること」という検定基準に違反している（平成19年の閣議決定「強制連行を直接示すような記述も見当たらなかった」、平成28年国会答弁「性奴隷の事実はない」、「朝日新聞記者による”慰安婦強制連行記事”は捏造とするのが相当である」との令和2年（2020年）最高裁判決）。さらに、河野談話は、より上位の閣議決定等で上書きされている。以上のように、不適切な記述の教科書を文科省は検定合格に付した[28]。また、外国人徴用工と日本人徴用工の待遇が同じだったことも判明している。台湾出身で三菱重工長崎造船所で働いた徴用工・鄭新発には、給与以外に団体出勤賞や賞与金、生産増進慰労金まで支払われていたという[29]。
- 2020年3月10日の参議院文教科学委員会で松沢成文議員が「教科書検定一発不合格問題」を質した。
  - 「以前の教科書認定で用いられた記述と同じ記述が、今回はどういう理由か分からないけれども否定されている。これも複数箇所あるんですよね。これは、教科書認定制度を実行している文科省としては、これが発覚したらやっぱりおかしいですよね。そういうこともあり得るんですか。以前はこれはオーケーだった、全く同じ文章なのに今回は駄目だ。そりゃ歴史がすごく変わったり状況が変わったりしたら別ですよ。だって、昔の出来事のことを同じ表現でしていて、今回は駄目だ。これは、教科書認定制度としてこういうことをやるのは不正じゃないですか、欠陥じゃないですか。どうですか。」これに対して文部科学省（大臣官房総括審議官 串田俊巳）は、「検定の一般論といたしまして、以前の検定で合格した教科書の記述とたとえ同じ表現であったといたしましても、学習指導要領の改訂あるいは学説状況の変化といったものがあった場合、記述の文脈が変わった場合などについては、いわゆる欠陥箇所として指摘するということは十分あり得ることでございます。また、教科書検定につきましては、学習指導要領あるいは教科用図書検定基準などの規則に基づきまして、教科用図書検定調査審議会の学術的、専門的な審議により執り行われているものでございまして、審議は申請者の名前を明かさずに行っていることからいたしましても、全く同じ記述について特定の教科書についてのみ欠陥を指摘するといったことは考えにくいものと認識しております。」と答弁した。さらに松沢議員は「今回のつくる会のこの記者発表を見ていても、報道を見ていても、どう見ても今回のやり方は異常ですよ。四百五件と、があっと増やしているんです。これどうして増やしたかというと、一発で不合格にしたいからと思われても仕方がないでしょう。実はこれが三百五十以下ぐらいの欠陥箇所だと反論権が与えられて、そこから交渉が始まって、また教科書、よし、ここの、この辺りを直したならばいいでしょうといって教科書として検定が合格できる可能性もあるのに、それをさせない分量までがあっと積み上げているんですよね。」「過去通っているのが今回は駄目だ、ほかの教科書でオーケーなのがこの教科書だけは駄目だ、こんな不公平な検定をやるような文科省の検定制度を我々国民は検定しなきゃいけないんですよ。おかしいでしょう。」と発言した[30][31]
- 2020年 - 週刊アサヒ芸能、及び産経新聞は下記の記事を掲載した。
  - 「北朝鮮工作員（北朝鮮スパイ）リスト」を韓国警察が押収。中身は一般人に身分を偽装した工作員のリストで、慰安婦問題など負の歴史を通じ反日思想を刷り込む工作などに関わっていた。リストに名前が載るNは文部科学省の教科書調査官で、令和3年度（2021年）から使われる中学歴史教科書の検定に、主任として関わっていたことが分かった[32]。産経新聞によると、Nが「従軍慰安婦」記述を復活させ、左翼が忌み嫌う「新しい歴史教科書をつくる会」の教科書を検定不合格にした張本人だという。韓国での講師経験しかない、毛沢東礼賛本しか書いていないNが、なぜ「教授、准教授の経歴またはそれに準じる高度に専門的な学識」を有する者と認められ、調査官に任命されたのか。しかも、学位を法学で取得したNに地理歴史科の調査官を任せるなど、"文科省の闇" が指摘されている[33]。
- 2021年 - 当時の文部科学副大臣亀岡偉民と官房長藤原誠が、国から補助金を受けている学校法人から繰り返し接待を受けていたと、しんぶん赤旗が報じた[34]。文部科学大臣の萩生田光一は、しんぶん赤旗の報道翌日の会見で、補助金を受けている学校法人との会合に藤原氏が同席したことを認めた[35]。
- 2022年8月 - 全日本私立幼稚園連合会をめぐる業務上横領事件に関連し、供応接待を受けるなど国家公務員倫理法上の倫理規程違反があったとして、矢野和彦官房長ら6人を減給とする懲戒処分を発表した[36]。

### その他
- 文化庁については「文化庁#関連紛争や諸問題」を参照。